# Сангај Тензин
Сангај Тензин (романизовано Sangay Tenzin; 7. септембар 2003) бутански је пливач чија ужа специјалност су спринтерске трке слободним стилом.

## Спортска каријера
Тензин је пливањем почео да се бави захваљујући развојном програму ФИНА који омогућава талентованим младим пливачима из неразвијених земаља да се пливачки усавршавају тренирајући у развојним ФИНА камповима широм света. Тензин је заједно са сународником Лендупом у априлу 2019. почео са пливачким тренинзима у кампу на Пукету (Тајланд) и свега три месеца касније, обојица пливача су захваљујући специјалној позивници по први пут наступили на неком од светских првенстава. Уједно је то било и прво икада учешће Бутана на неком од међународних пливачких такмичења.
Тензин се на светском првенству у корејском Квангџуу 2019. такмичио у две дициплине. Прво је у трци на 100 слободно заузео последње 120. место у квалификацијама, да би потом у трци на 50 слободно заузео 125. место у конкуренцији 130 пливача.